# Флиппер (телесериал, 1964)
«Фли́ппер» (англ. Flipper) — телесериал для детей и подростков, впервые транслировавшийся в США на канале NBC в 1964—1967 гг.

## Создание
Телесериал является адаптацией фильмов «Флиппер» (1963) и «Новые приключения Флиппера» (1964). В сериале авторы сделали Портера отцом-одиночкой (англ. Single-parent) и «добавили» ему ещё одного младшего сына — Бада. Также в сериале, по сравнению с фильмами, Флиппер ещё более разумен.
Съёмки сериала проходили, по большей части, в Майами, штат Флорида. Многие сцены были отсняты не «в поле», а в океанариуме Майами; некоторые съёмки проходили в Нассау (Багамские острова).
Последний эпизод сериала вышел в апреле 1967 года. В этой серии Сэнди и Бад покидают заповедник: Сэнди поступил в Академию Береговой Охраны, а его брат — в частную школу в другом штате. Это было сделано, потому что оба мальчика за три года выросли из своих ролей. В том же эпизоде нас знакомят с новыми персонажами, семьёй Уитменов, — мать-одиночка (Карен Стил) и двое её детей. Новые дети совсем незнакомы с морской жизнью, но обещают всему научиться и стать новыми друзьями Флиппера. Впрочем, этот сюжетный ход не имел смысла, так как NBC отказалась продолжать сериал в прежнем формате. Позднее права на показ выкупила киностудия англ. Turner Entertainment, после — англ. The Samuel Goldwyn Company, после — англ. MGM Television. Уитмены появились лишь в двух финальных эпизодах.
Впервые на DVD сериал (первый сезон) вышел лишь 24 апреля 2007 года. Второй сезон поступил в продажу 1 июля 2010 года.

## Сюжет
Главным героем сериала является бутылконосый дельфин (афалина) по имени Флиппер (Flipper (англ.) — плавник). Он дружит с Портером Риксом — смотрителем морского заповедника Корал Ки Парк (Coral Key Park), и его сыновьями — Сэнди и Бадом. Флиппер помогает им защищать заповедник от браконьеров, вандалов и прочих преступников. Крепче всего дружба Флиппера с Бадом — младшим сыном Портера, в нескольких эпизодах дельфин спасает Бада от смерти.
Сериал очень красочно показывает субтропическую природу южной Флориды, и изобилует красивыми подводными съёмками.

## Персонажи

### Животные
- Флиппер — необычайно разумный дельфин (афалина), живущий в лагуне морского заповедника Корал Ки Парк. Дружит со смотрителем заповедника Портером Риксом и его детьми — Сэнди и Бадом, регулярно выручает последнего из различных неприятностей. Принимает активное участие в защите территории от браконьеров и прочих преступников.
- Пеликан Пит — бывший любимец Сэнди до знакомства с Флиппером. Ненадолго появляется в некоторых эпизодах.
- Прочие. В течение сериала эпизодически появляются другие животные-актёры: чесапик бэй ретривер Спрэй (настоящая кличка Чоби), тюлень, слонёнок, аллигаторы, необычный дельфин-альбинос.

### Люди
- Портер Рикс. Играет Брайан Келли. Овдовевший отец двух детей, смотритель морского заповедника Корал Ки Парк. Умный, честный, сильный, добрый, во всех отношениях положительный герой.
- Сэнди Рикс. Играет Люк Хэлпин. Старший сын Портера, подросток в сложном возрасте: из детских увлечений он уже вырос, а взрослую работу ему ещё не доверяют. Впрочем, иногда он сопровождает отца в достаточно опасных приключениях.
- Бад Рикс. Играет Томми Норден. Младший сын Портера, рыжеволосый и конопатый мальчишка, вечно попадающий в неприятности, чему и посвящено большинство эпизодов сериала. В море не выходит, обожает слушать истории, рассказываемые Хэпом Горманом. Очень любит животных, лучший друг Флиппера. В отличие от прочих главных персонажей, присутствует только в данном сериале, но не в оригинальных фильмах.
- Хэп Горман. Играет Энди Дивайн[англ.]. Бывший «морской волк». Работает под началом Портера, но не очень усердно. Любит рассказывать захватывающие истории о далёких странах. Бад слушает их с восхищением, а Сэнди с недоверием. Появляется только в первом сезоне[2].
- Улла Норстранд. Играет Улла Стрёмстедт. Женщина-океанолог, прибывшая для кратковременной работы в Корал Ки Парк. Имеет маленькую жёлтую подводную лодку — с ней связаны несколько эпизодов. В некоторых сериях даются намёки на её близкие отношения с Портером, но дальше эта сюжетная линия не развивается. Появляется только во втором сезоне[2].
- Смотритель Эд Деннис. Играет Дэн Чэндлер. Напарник Портера, в сериале появляется эпизодически.

## Роль Флиппера
Центрального персонажа сериала — дельфина-самца Флиппера — сыграла дельфин-самка Сьюзи. В некоторых сценах её подменяли самки Пэтти, Кэти, Скотти и Сквирт. Самки были выбраны потому, что они менее агрессивны, чем самцы, и их кожа более чистая и гладкая — у самцов она обычно покрыта шрамами, полученными в процессах «дележа территории» и прочих стычек с сородичами. Единственное исключение — сцена «ходьбы на хвосте», сыгранная самцом Клоуном: никто из пяти самок этот трюк так и не освоил.
Дублерша Кэти вскоре после окончания съёмок покончила с собой.
Необычный «голос» Флиппера — пение птицы кукабары.

## Музыка в сериале
Музыку заглавной темы к сериалу написал польский композитор Хенрик Варс на стихи Уильяма Данхэма. Интересно, что во Франции эта мелодия известна как «La Romance de Paris».
Во время длительных подводных сцен звучит музыка Мориса Равеля из балета «Дафнис и Хлоя».
Текст вступительной песни (во всех эпизодах, кроме 2-1, 2-2, 2-3, 2-4 и 2-5):
They call him Flipper, Flipper, faster than lightning,

No-one you see, is smarter than he,

And we know Flipper lives in a world full of wonder,

Lying there under, under the sea!

Everyone loves the king of the sea,

Ever so kind and gentle is he,

Tricks he will do when children appear,

And how they laugh when he’s near!

They call him Flipper, Flipper, faster than lightning,

No-one you see, is smarter than he,

And we know Flipper lives in a world full of wonder,

Lying there under, under the sea!
Текст вступительной песни (в эпизодах 2-1, 2-2, 2-3, 2-4 и 2-5):
We call him Flipper, Flipper, you’ll see him smilin'

Right from the start, he’ll play it smart.

Beware of Flipper, Flipper, he’s such a lover,

You will discover when he steals your heart!

When you’re feelin' sad, when you’re feelin' blue,

He’ll make you glad, yes, that’s what he’ll do,

And what he can do you’ll never believe,

For he’s got tricks up his sleeve!

Beware of Flipper, Flipper, he’s such a lover,

You will discover when he steals your heart!

## Известность сериала
Сериал пришёлся по душе многим зрителям, поэтому были выпущены (с изображением главного героя): коробки для завтраков (англ. Lunch box), комиксы, раскраски (англ. Coloring book), ложки (англ. Souvenir spoon), пазлы и другие настольные игры.
В океанариуме Майами, где проходила часть съёмок, в 2004 году отмечали 40-летие сериала. В торжестве приняли участие сильно повзрослевшие Сэнди и Бад.
Кадры из сериала дважды украшали обложку журнала «Телегид» (TV Guide).
Сериал дважды номинировался на награду TV Land Award: в 2003 году в номинации «Лучшая фауна» и в 2004 в номинации «Лучшие взаимоотношения человека и животного», но ни одной награды так и не получил.
Дельфин Флиппер пародировался в нескольких эпизодах американских мультсериалов «Гриффины» и «Морлаб 2021».

## Эпизоды[6]
Сезон 1 (1964 — 1965)
1. 300 Feet Below
2. The Red Hot Car
3. SOS Dolphin (pilot episode)
4. The Gulf Between
5. City Boy
6. Dolphin for Sale
7. Not Necessarily Gospel
8. Countdown for Flipper
9. Mr. Marvello
10. My Brother Flipper
11. The Second Time Around
12. Lady and the Dolphin (1)
13. Lady and the Dolphin (2)
14. Danger
15. The Misanthrope
16. Flipper's Bank Account
17. The Lifeguard
18. The Day of the Shark
19. Love and Sandy
20. Money to Blow
21. Flipper's Treasure
22. The White Dolphin
23. Teamwork
24. Flipper and the Elephant (1)
25. Flipper and the Elephant (2)
26. Flipper and the Elephant (3)
27. Bud Minds Baby
28. Sailor Bud
29. The Call of the Dolphin
30. Flipper's Monster

Сезон 2 (1965 — 1966)
1. Flipper and the Mermaid
2. Dolphin in Pursuit (1)
3. Dolphin in Pursuit (2)
4. Flipper's Hour of Peril
5. Coral Fever
6. Junior Ranger
7. The Ditching (1)
8. The Ditching (2)
9. Flipper and the Spy
10. Dolphin Patrol
11. A Job for Sandy
12. Flipper and the Horse Thieves
13. Flipper and the Bounty
14. Shark Hunt
15. Flipper, the Detective
16. Flipper's Odyssey (1)
17. Flipper's Odyssey (2)
18. Flipper's Odyssey (3)
19. Slingshot
20. Flipper and the Shark Cage
21. The Lobster Trap
22. Air Power
23. Gift Dolphin
24. The Raccoon Who Came to Dinner
25. Flipper Joins the Navy (1)
26. Flipper Joins the Navy (2)
27. Flipper's Underwater Museum
28. Deep Waters
29. Dolphin Love (1)
30. Dolphin Love (2)

Сезон 3 (1966 — 1967)
1. Agent Bud
2. Disaster in the Everglades (1)
3. Disaster in the Everglades (2)
4. Lost Dolphin
5. The Warning
6. Cupid Flipper
7. An Errand for Flipper
8. A Whale Ahoy
9. Explosion
10. Executive Bud
11. Flipper and the Puppy
12. Flipper's Island
13. Alligator Duel
14. Flipper and the Fugitive (1)
15. Flipper and the Fugitive (2)
16. The Most Expensive Sardine in the World
17. Flipper and the Seal
18. Dolphins Don't Sleep
19. Aunt Martha
20. Dolphin for Ransom
21. A Dolphin in Time
22. Decision for Bud
23. The Firing Line (1)
24. The Firing Line (2)
25. Devil Ray
26. Cap'n Flint
27. Flipper's New Friends (1)
28. Flipper's New Friends (2)